# القنب الهندي في فنزويلا
القنب الهندي في فنزويلا غير قانوني. اعتباراً من 15 سبتمبر 2010 امتلاك ما يصل إلى 20 غراما من الماريجوانا أو 5 غرامات من الماريجوانا المعدلة وراثيا إذا ثبت أنها ليست للإستهلاك الطبي أو الشخصي، يُعاقب عليها بالسجن لمدة تتراوح بين سنة وسنتين بناءً على تقدير القاضي. إذا تم اعتباره مخصصًا للاستهلاك الشخصي، فسيخضع المستخدم لإجراءات أمنية تتضمن إجراءات إعادة التأهيل وإزالة السموم. حسب المادتان 131 و 153 من القانون الأساسي للعقاقير.